# Jegor Gajdar
Jegor Timurovitj Gajdar (russisk: Его́р Тиму́рович Гайда́р, tr. Jegór Timúrovitj Gajdár, født 19. marts 1956 i Moskva, død 16. december 2009 i Odintsovo, Moskva oblast) var en russisk økonom og politiker.
Gajdar var minister for økonomisk udvikling fra 1991 til 1992 og er kendt for beslutningen om gennemførelse at chokterapi-reformer efter Sovjetunionens opløsning. Reformerne blev både rost og fordømt, og mange russere holdt ham ansvarlig for de økonomiske trængsler, der plagede landet i 1990'erne og blandt andet resulterede i massefattigdom og hyperinflation. Liberale priste ham som den mand, der gjorde, hvad der skulle gøres for at redde landet fra fuldstændig kollaps. Han deltog i forberedelse af Minsk-aftalen.

## Kontroverser om reformerne
Gajdar blev ofte kritiseret for at gennemføre hensynsløse reformer i 1992 uden skelen til reformernes sociale konsekvenser. Mange af Gajdar økonomiske reformer førte til alvorlig forværring af levestandarden. Millioner af russere blev kastet ud i fattigdom gennem devaluering af deres opsparing som konsekvens af hyperinflationen. Gajdar spillede en vigtig rolle i nedbrydningen af sovjetunionens statslige aktiver og store dele af landets rigdomme, der privatiseredes og blev overdraget til en lille gruppe magtfulde erhvervsledere, senere kendt som de russiske oligarker, for langt mindre end de var værd. Folkeaktieprogrammet sikrede at de få rigmænd blev milliardærer gennem handel på markedet med de store forskelle mellem gamle hjemmemarkedspriser for russiske råvarer og priser på verdensmarkedet. Med gemte milliarder af dollars i schweiziske bankkonti stedet for at investere i den russiske økonomi, blev disse oligarker kaldt "kleptokrater". Som samfundet vendte sig mod rigmændene, harmedes over økonomien og den sociale uro forårsaget af reformerne voksede, blev Gajdar ofte betragtet som ansvarlig af russerne.
Gajdar anså sig selv som økonomisk liberalist og reformator, der indførte økonomisk "chokterapi" i lande som Rusland, Estland, Tjekkiet og Polen.
Jegor Gajdar var premierminister i Rusland fra juni 1992 til december 1992.
Gajdar døde i en alder af 53 i Odintsovo rajon, Moskva oblast, Rusland, tidligt den 16. december 2009 i hans hjem. Gajdar døde af lungeødem, provokeret af iskæmisk hjertesygdom. Han efterlod sig kone, tre sønner og en datter.